# Boing Boing

Logo des Blogs

 Boing Boing ist ein englischsprachiges Blog und Online-Magazin, das im Jahre 2000 gestartet wurde und aus einem gleichnamigen Print-Magazin hervorging, dessen Publikation jedoch eingestellt wurde. Es wird von einem Kernteam an Redakteuren geschrieben und behandelt vornehmlich Themen wie Technologie, Science-Fiction, Urheberrecht, Geistiges Eigentum, Nerds.

## Geschichte
Boing Boing wurde 1988 erstmals als Magazin von Mark Frauenfelder und Carla Sinclair herausgegeben. Trotz relativ hoher Bekanntheit und Einfluss auf die Cyberpunk-Szene wurde der Vertrieb gestoppt, nachdem der Verlag pleitegegangen war.
Frauenfelder, Autor des Wired-Magazines, beschloss 1995 Boing Boing neuzustarten, jedoch als Webseite. Im Januar 2000 wurde die Webseite in ein Blog umgewandelt. Es schlossen sich weitere Autoren an, die ebenfalls für Wired schrieben. Die Autoren wechselten mit der Zeit, aber zu den populärsten zählten Cory Doctorow, David Pescovitz, und Xeni Jardin. Neben den Beiträgen der festen Gruppe an Bloggern werden zudem Gastbeiträge anderer Blogger veröffentlicht.
Die Beliebtheit des Weblogs stieg enorm und Boing Boing entwickelte sich zu einem der am höchsten frequentierten Blogs. Es zählte zu seiner Hochzeit monatlich ca. drei Millionen Besucher und besaß ca. 600.000 Web-Feed-Abonnenten. Es gewann 2004 sowie 2005 den Weblog-Award „Bloggies“ als bestes amerikanisches- und bestes Gruppen-Blog und wurde 2006 für die Webby Awards nominiert.
2007 wurde Boing Boing erweitert und präsentierte Neuerung, etwa ein spezielles Weblog über „Gadgets“ und ein Videoblog namens „Boing Boing TV“. Beide Angebote wurden aber wieder eingestellt.
Die Bloginhalte stehen zudem unter einer Creative-Commons-Lizenz, die nicht-kommerzielle Weiterverarbeitung bei Namensnennung erlaubt.